# Slingerglas

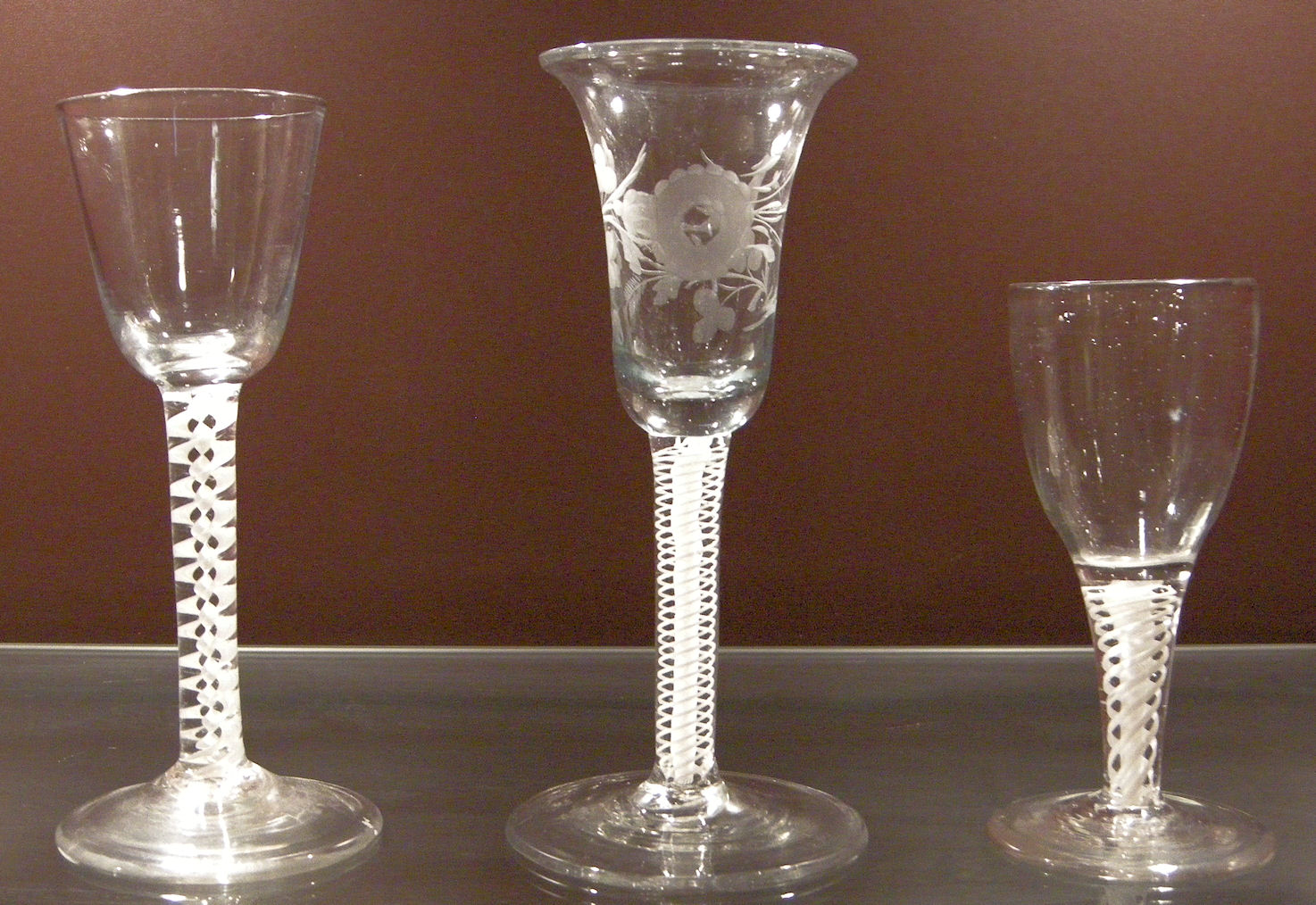
Een aantal slingerglazen.

Een slingerglas is een drinkglas dat bestaat uit een kelk, steel en voet, ook wel baan genoemd. In de steel van een slingerglas is een spiraal te zien. De grote bloei van slingerglazen lag tussen 1750 en 1770.

## Herkomst
Slingerglazen zijn voornamelijk geblazen in de 2e helft van de 18e eeuw. Vooral in het Verenigd Koninkrijk werd een rijke schakering aan spiraalsoorten gebruikt. Daar werden de spiralen ingebracht in loodglas, glas dat door de toevoeging van loodoxide een grote helderheid had. In Nederland werden de spiralen ingebracht in sodaglas, een glassoort die minder helder en glanzend is. In Nederland is de variatie in spiraalsoorten ook beperkter en bestaat meestal uit een kousje met vele dunne spiralen eromheen. Door het verschil in glassoort en spiraal is ook met redelijke zekerheid de herkomst van de glazen vast te stellen.

## De slinger

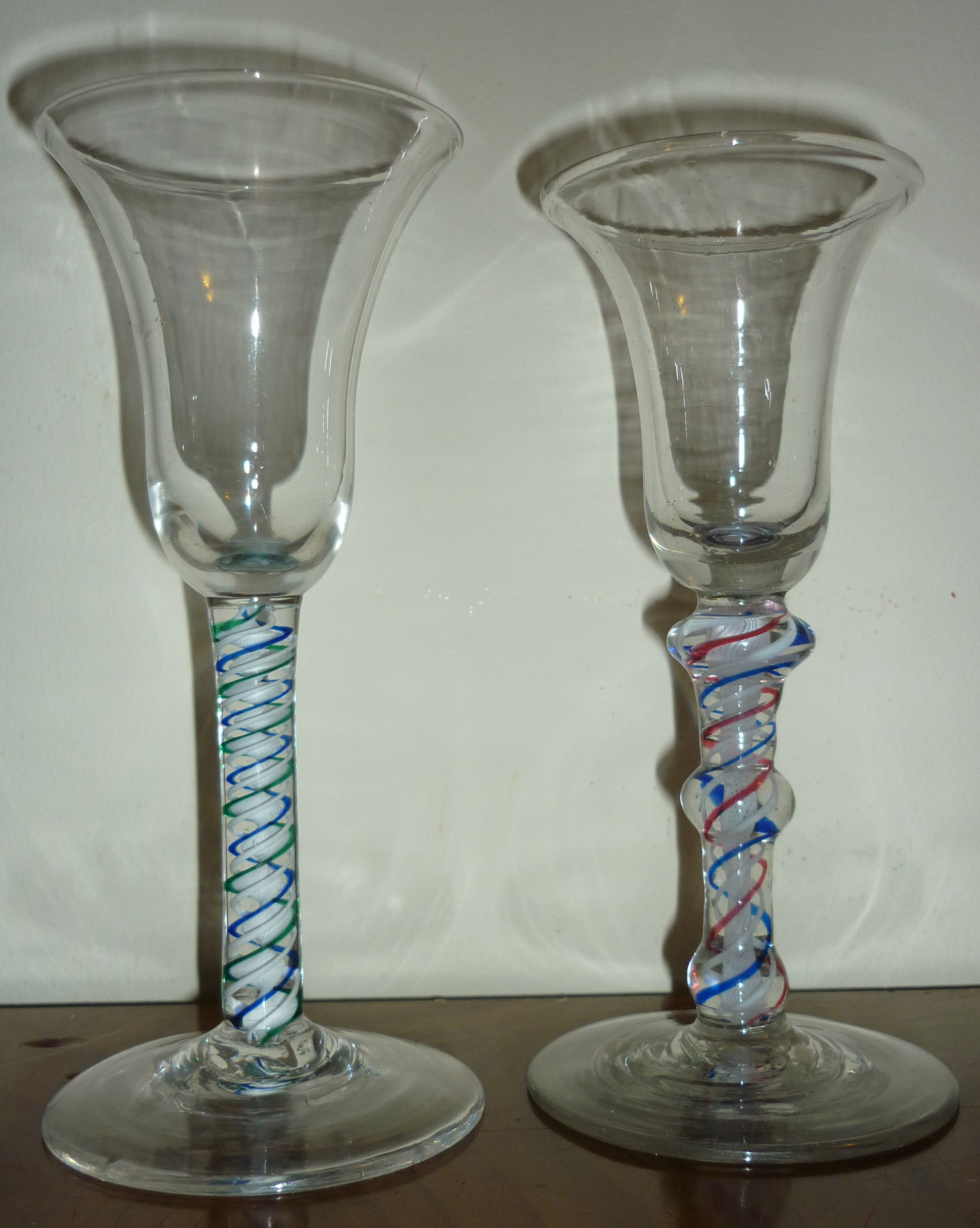
Links: slinger met blauw en groen
Rechts: steel met drie knobbels en een slinger met rood, wit en blauw

De steel van het glas is meestal glad, soms zijn er knobbels. Eén knobbel op de steel komt regelmatig voor, twee knobbels veel minder en drie knobbels heel zelden. Binnen in de steel kan een luchtspiraal (air twist) of een gekleurde spiraal (opaque twist) gemaakt zijn.

#### Luchtslinger
Om een luchtslinger te maken gebruikte de glasblazer een aantal stalen pennetjes die op een klos gemonteerd waren. Daarmee werd in de hete glasbol onder aan de toekomstige kelk geprikt. Al draaiend werd dit gedeelte tot de stam uitgetrokken. Hierdoor ontstond een patroon waarbij de fijne luchtkanaaltjes van linksonder naar rechtsboven lopen.

#### Gekleurde slinger
Na 1750 kwamen, allereerst in Engeland, de glazen met een gekleurde spiraal in de mode. De slinger in de steel werd gemaakt van witte of gekleurde glasdraden. Deze gedraaide glasdraden werden ingebed in kleurloos glas. De methode is direct ontleend aan de methode die door Venetiaanse glasblazers werd gehanteerd, maar de techniek werd al sinds de oudheid toegepast.
Naast de slingerglazen waarbij de slinger zich in de stam van het glas bevindt, bestaan ook de zogenaamde pseudo-slingerglazen waarbij een ribbelpatroon op de stam van het glas de indruk van een luchtspiraal geeft.